# Sérigné
Sérigné település Franciaországban, Vendée megyében. Lakosainak száma 1029 fő (2022. január 1.). Sérigné Bourneau, L’Hermenault, Longèves, Marsais-Sainte-Radégonde, Petosse és Pissotte községekkel határos.

## Népesség
A település népessége az elmúlt években az alábbi módon változott:
| Lakosok száma | 995  | 981  | 1004 | 974  | 971  | 987  | 999  | 1010 | 1029 |
|               | 2013 | 2015 | 2016 | 2017 | 2018 | 2019 | 2020 | 2021 | 2022 |